# János Göröcs
János Göröcs (né le 8 mai 1939 à Gánt en Hongrie et mort le 23 février 2020 à Budapest (Hongrie)) est un joueur et entraîneur hongrois de football.

## Biographie
János Göröcs joue d'abord pour le club de l'Újpesti Dózsa puis au Tatabányai Bányász. 
Il joue 62 matchs et inscrit 19 buts avec l'équipe de Hongrie de football. 
Il est connu pour avoir participé à la médaille de bronze lors des Jeux olympiques de 1960 et à la Coupe du monde 1962.
Il devient par la suite entraîneur de l'Újpest.

## Palmarès

### Joueur
- Médaillé de bronze des Jeux olympiques de 1960 avec la Hongrie
- Troisième de la Coupe du monde 1962 avec la Hongrie
- Champion de Hongrie en 1960, 1969, 1970, 1971 et 1972 avec Újpest.
- Vice-champion de Hongrie en 1961, 1962, 1967 et 1968 avec Újpest.
- Vainqueur de la Coupe de Hongrie en 1969 et 1970 avec Újpest.
- Finaliste de la Coupe des villes de foires en 1969 avec Újpest.
- Vainqueur de la Coupe Mitropa en 1973 et 1974  avec Tatabánya.
- Finaliste de la Coupe Mitropa en 1967 avec Újpest.

### Entraîneur
- Vainqueur de la Coupe de Hongrie en 1987 avec Újpest.
- Vice-champion de Hongrie en 1987 avec Újpest.

## Distinctions
- Croix de l’Ordre du Mérite de la République de Hongrie en 1994
- Distinction Liberté de Budapest en 2012
- Distinction de la Fédération hongroise de football pour l’ensemble de sa carrière en 2016